# 馬爾皮卡峰
9°04′01″N 70°49′04″W / 9.066933°N 70.817867°W
馬爾皮卡峰（西班牙語：Pico Malpica），是委內瑞拉的山峰，位於該國西部梅里達州，處於拉庫拉塔山脈國家公園，南面有埃爾佩羅爾峰，該山峰海拔高度3,560米。